# Cisticola fulvicapilla
Cisticola fulvicapilla là một loài chim trong họ Cisticolidae.
Đây là loài bản địa châu Phi, về phía nam của đường xích đạo. Thành trì của nó là rừng cây nhẹ và rừng cây bụi của vùng cận nhiệt đới và ôn đới ở miền nam châu Phi. Tên thông thường, neddicky, là tên của tiếng Afrikaans cho loài này.